# 대전중앙초등학교
대전중앙초등학교(大田中央初等學校)는 대한민국 대전광역시 중구 선화동에 있는 공립 초등학교이다.

## 학교 연혁
- 1943년 5월 25일 대전사범학교 부속국민학교 개교
- 1962년 3월 1일 대전중앙국민학교로 개칭
- 1996년 3월 1일 대전중앙초등학교로 개칭
- 2014년 2월 20일 제71회 졸업(총 졸업색:17,652명)
- 2015년 2월 13일 제72회 졸업(총 졸업색:17,766명)
- 2015년 3월 1일 29학급 편성(특수학급 1포함)
- 2017년 2월 17일 제74회 졸업(110명)
- 2017년 3월 1일 29학급 편성(특수학급1 포함)

## 참고 문헌
- 대전중앙초등학교 - 한국교육학술정보원 학교알리미

## 같이 보기
- 대전중앙초등학교 축구단